# Bröderna Djup
Bröderna Djup var en svensk musikgrupp från Lidköping. Gruppen bestod ursprungligen av bröderna Gunnar, Jonas och Pelle Djup samt deras systerson Ingemar Axelsson. I större sammanhang var de verksamma åren 1979–1993, även om de spelat lokalt sedan 1960-talet. 

## Historik
De tre bröderna hade spelat bandy i Svarthalls SK och uppträtt en del i klubbsammanhang i början av 1960-talet. De fick sitt stora genombrott när de medverkade live i Nygammalt från Cirkus i Stockholm med Bosse Larsson den 7 december 1979 och framförde låtarna "Lien" och "Vi bor på landet" (svenskspråkig version av Julius La Rosas "Eh cumpari" från 1953, med åtta veckor på Svensktoppen våren 1980). Klädda i blåbyxor, rutiga skjortor, keps och gummistövlar spelade de på något udda instrument i form av bland annat såg, lie och räfsa.
Gruppen fick snabbt skivkontrakt med Bert Karlssons bolag Mariann Grammofon. Först släpptes en singel med de båda genombrottslåtarna från Nygammalt. Denna följdes av en hel LP-skiva med titeln Ä i teress? (Är ni klara?), som sålde guld.
Bröderna Djup kan närmast beskrivas som bondkomiker. Repertoaren var munter och folklig och framfördes med glimten i ögat. Elvis Presleys "Jailhouse Rock" fick heta "Lien" i Bröderna Djups version. "Are You Lonesome Tonight?" fick titeln "Dofter av kaffe" och den religiösa sången "Ovan där" förvandlades i Gunnar Djups textbearbetning till "Ovanlä'r". På deras andra LP Lite annevessare beta finns en text till "Barndomshemmet", kallad "Barndomsminnen", skriven av deras äldre syster Rut Wänerskär.
Bröderna gjorde bland annat folkparksturnéer och slog publikrekord på många platser runtom i landet. I Örebro kom till exempel 15.000 personer för att se dem. Bröderna Djup nådde en sådan popularitet under 1980-talet att de hade kunnat leva som heltidsmusiker, men de tog uppståndelsen med ro och valde att behålla sina civila jobb och ha musiken som en rolig hobby.
De framträdde i TV flera gånger; bland annat gjorde Ingvar Oldsberg en dokumentär om gruppen; Svenska folkets Djup, som sändes i TV 1981. De medverkade även i Allsång på Skansen flera gånger samt låg på Svensktoppen. Gruppsammansättningen ändrades två gånger, först när gruppen utökades med basisten Sven-Olof Ulleryd, senare även när systersonen Ingemar Axelsson omkom i en drunkningsolycka 1987 och ersattes med gitarristen Leif Henriksson.
Bröderna Djup gjorde sitt sista TV-framträdande i Gomorron Sverige den 28 mars 1992. Året därpå avled Pelle Djup i cancer.

## Medlemmar
- Gunnar Djup (1932–2013) – sång, lie, såg, låtskrivare
- Jonas Djup (1935-2023) – sång, räfsa, gitarr
- Per-Olof (Pelle) Djup (1937–1993) – sång, dragspel, gitarr, låtskrivare
- Ingemar Axelsson (1952–1987) – sång, gitarr
- Sven-Olof Ulleryd (1958–2025) – sång, bas
- Leif Henriksson (1946–2019) – sång, gitarr

## Diskografi
- 1980 – Vi bor på landet, Lien - singel-LP - 35.000 ex sålda
- 1980 – Ä i teress? (Är ni klara?) - fullängds-LP - 90.000 ex sålda (gav en guldskiva)
- 1982 – Lite annevessare beta - fullängds-LP - 45.000 ex sålda
- 1992 – Ena sali blanning - fullängds-LP - 35.000 ex sålda
- 1997 – Vi bor på landet (egen samlingsskiva)